# Javāsh
Javāsh (persiska: جواش) är en ort i Iran.   Den ligger i provinsen Östazarbaijan, i den nordvästra delen av landet, 600 km nordväst om huvudstaden Teheran. Javāsh ligger 1 410 meter över havet och antalet invånare är 927.
Terrängen runt Javāsh är kuperad söderut, men norrut är den platt.Runt Javāsh är det ganska tätbefolkat, med 70 invånare per kvadratkilometer. Närmaste större samhälle är Marand, 6,6 km nordväst om Javāsh. Trakten runt Javāsh består i huvudsak av gräsmarker.